# محمد قریشی
محمد قریشی (زادهٔ ۲۴ بهمن ۱۳۷۳) بازیکن فوتبال اهل ایران است که در پست مدافع برای فولاد  در لیگ برتر خلیج فارس بازی می‌کند.